# Charlbi Dean
Charlbi Dean Kriek, född 5 februari 1990 i Kapstaden i Sydafrika, död 29 augusti 2022 i New York, var en sydafrikansk skådespelare och modell. Hon var känd för att ha medverkat i två stycken Spud-filmer (första och andra filmen), superhjältedramat Black Lightning och den guldpalmsvinnande filmen Triangle of Sadness. Den sistnämnda filmen är regisserad av den svenske regissören Ruben Östlund.
Charlbi Dean avled den 29 augusti 2022 på ett sjukhus i New York. Den direkta dödsorsaken skulle senare visa sig vara sepsis, förorsakad av en infektion från den sällsynta bakterien Capnocytophaga. Charlbi Dean var ovanligt känslig för denna bakterie eftersom hon saknade mjälte, vilken hon var tvungen att operera bort  efter en bilolycka år 2008.